# Kong Tai Heong
Kong Tai Heong, född 1875, död 1951, var en kinesisk läkare. 
Hon växte upp på ett missionsbarnhem i Kina, vann ett stipendium att läsa till läkare i Kanton, och gifte sig efter examen 1896 med kollegan Li Quihui och flyttade med honom till Hawaii. Hon var den första kinesiska kvinna verksam som läkare på Hawaii. Hon var också verksam i en rad föreningar: hon grundade kinesiska kristuskyrkan på Hawaii, var vicepresident för kinesiska kyrkans kvinnoförening och amerikansk-kinesiska röda korset och engagerad i skolor och socialt arbete. Hon var också delegat för Pan-Pacific Women's Conference. 